# Traktor Chelyabinsk
El HC Traktor (del ruso: Трактор) popularmente conocido como Traktor Chelyabinsk, es un club profesional de hockey sobre hielo basado en Cheliábinsk, Rusia. Son miembros de la División Kharlamov de la Liga de Hockey Kontinental (KHL).

## Historia
El club fue fundado en 1947 como un equipo de la Planta de Tractores de Chelyabinsk; desde entonces, el Traktor ha jugado para los campeonatos soviéticos y rusos. De 1947 a 1953 se llamaron Dzerzhinets y Avangard entre 1954 y 1958. El nombre actual fue adoptado comenzando la temporada 1958-59.

## Palmarés
Copa KHL Continental (1): 2012

 Vysshaya Liga (1): 2006

## Entrenadores
| - Viktor Vasiliev, 1948–52 - Vasily Karelin, 1952–54 - Sergei Zakhvatov, 1954–62 - Nikolai Sidorenko, 1962–64 - Aleksandr Novokreshchenov, 1964 - Viktor Stolyarov, 1964–65 - Vladislav Smirnov, 1965 - Albert Danilov, 1965–66 - Viktor Stolyarov, 1968–73 - Albert Danilov, 1973–74 - Anatoly Kostryukov, 1974–78 - Gennadi Tsygurov, 1978–84 - Anatoly Shustov, 1984–87 - Gennadi Tsygurov, 1987–90 | - Valery Belousov, 1990–95 - Anatoly Kartaev, 1995 - Sergei Grigorkin, 1995–99 - Anatoly Timofeev, 2000–01 - Sergei Paramonov, 2001 - Aleksandr Glazkov, 2001–02 - Nikolai Makarov, 2002–03 - Anatoly Timofeev, 2003–05 - Anatoly Bogdanov, 2005 - Gennadi Tsygurov, 2005–07 - Andrei Nazarov, 2007–10 - Andrei Sidorenko, 2010 - Valery Belousov, 2010–2014 - Karri Kivi, 2014 - Andrei Nikolishin, 2014–15 - Anvar Gatiyatulin, 2015–16 |